# Burjuc
Burjuc (ungarisch Burzsuk) ist eine Gemeinde im Kreis Hunedoara in der Region Siebenbürgen in Rumänien.

## Geographische Lage

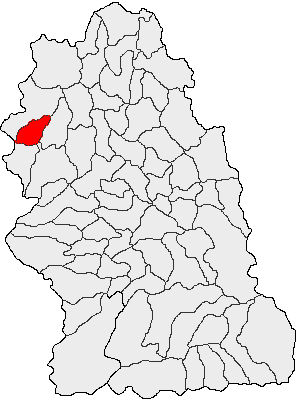
Lage der Gemeinde Burjuc im Kreis Hunedoara

Die Gemeinde Burjuc liegt im Südwesten Siebenbürgens, südwestlich des Siebenbürgischen Erzgebirges (Munții Metaliferi), in der historischen Region des Komitats Hunyad (Komitat Eisenmarkt) im Stuhlbezirk Marosillye. Am Fluss Mureș (Mieresch), der Europastraße 68 und der zweigleisigen Bahnstrecke Arad–Alba Iulia befindet sich der Ort ca. 40 Kilometer westlich der Kreishauptstadt Deva (Diemrich).
Die Dörfer der Gemeinde liegen außer dem Dorf Tisa (ungarisch Tisza), auf der rechten Seite des Mureș. Die Verbindung von Tisa zum Gemeindesitz wird durch ein einfaches Boot sichergestellt.

## Geschichte
Der Ort Burjuc wurde erstmals 1468 urkundlich erwähnt. Die Geschichte der Besiedlung der Region reicht jedoch – nach Berichten von G. Téglás und M. Roska u. a. – bis in die Frühbronzezeit zurück. Bei archäologischen Funden in den eingemeindeten Dörfern Brădățel sowie  Tisa wurden entsprechende Gegenstände entdeckt.
Die Hauptbeschäftigung der Bevölkerung sind die Landwirtschaft und die Viehzucht.

## Bevölkerung
1850 lebten auf dem Gebiet der Gemeinde 3261 Einwohner. 3221 davon waren Rumänen, 36 Roma – gleichzeitig die höchste Anzahl –, ein Deutscher und drei andere. Die größte Bevölkerungszahl (3557) der Gemeinde – und gleichzeitig die der Rumänen (3485) und die der Ungarn (64) – wurde 1910 ermittelt. Die höchste Anzahl der Rumäniendeutschen (19) wurde 1880 registriert. Darüber hinaus bezeichnete sich 1956 ein Einwohner als Slowake.

## Sehenswürdigkeiten
- Die Holzkirche Adormirea Maicii Domnului des eingemeindeten Dorfes Brădățel (ung. Bradacsel), im 19. Jahrhundert errichtet, steht unter Denkmalschutz.[8]
- Die Holzkirche Sfinții Arhangheli des eingemeindeten Dorfes Tătărăști (Tatarsdorf), im 18. Jahrhundert errichtet. Im selben Dorf steht eine 1993 errichtete orthodoxe Kirche.[9]
- Die Holzkirche Pogorârea Sfântului Duh, 1748 im Dorf Chelmac (Kelmak, Kr. Arad) errichtet, wurde 1815 abgebaut und im eingemeindeten Dorf Tisa wiedererrichtet.[9] Sie steht unter Denkmalschutz.[8]

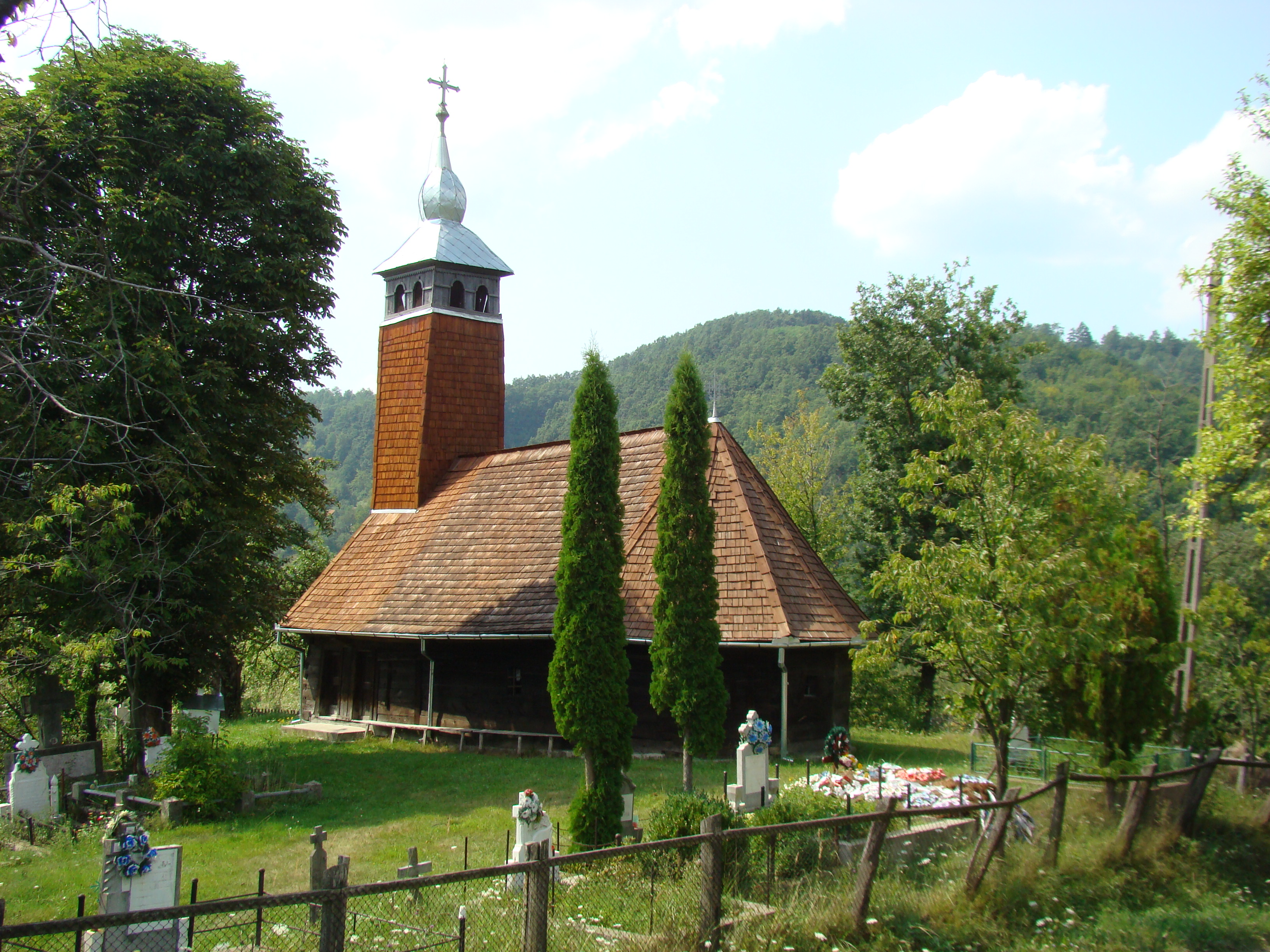
Kirche in Brădățel
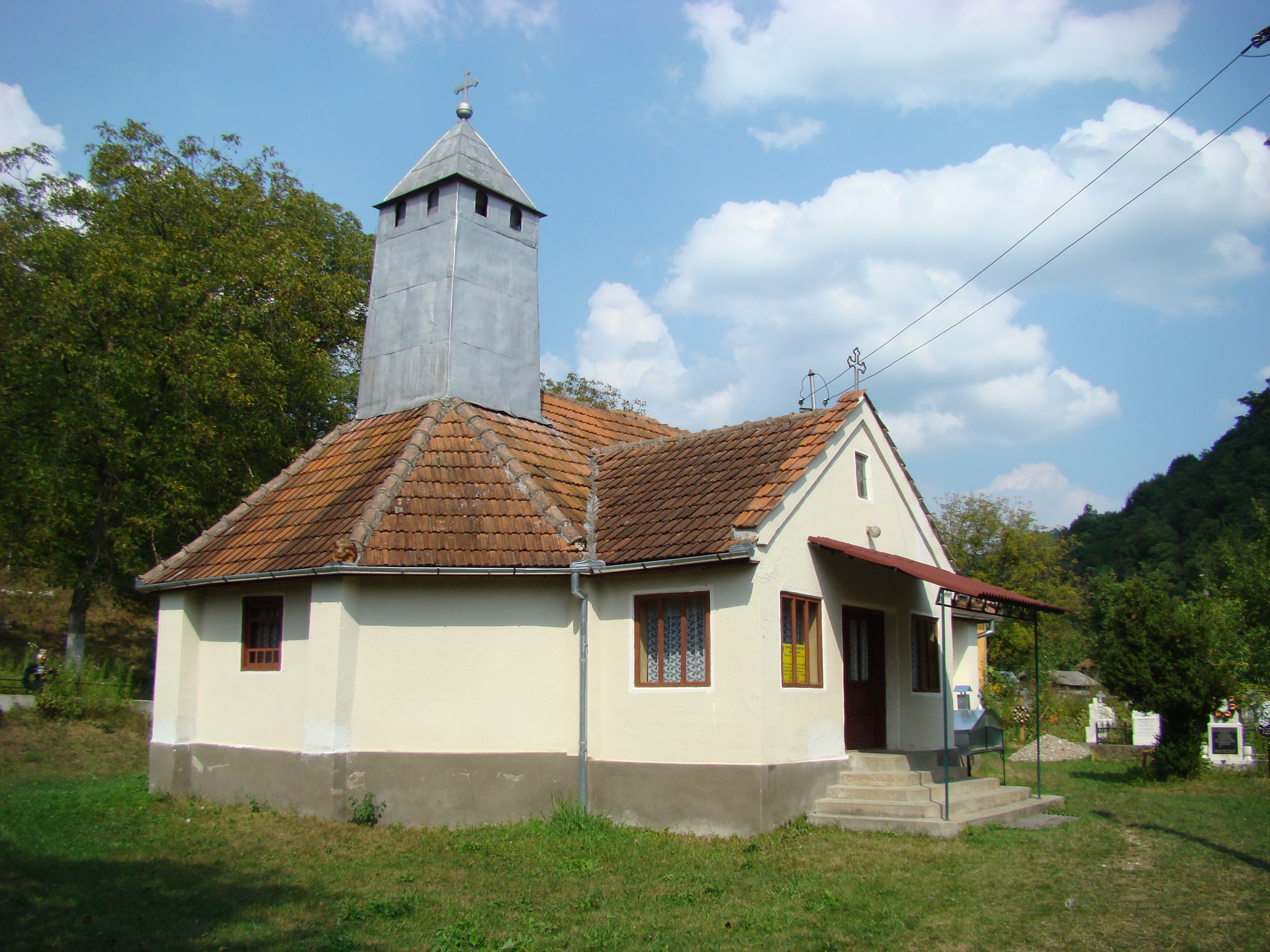
Kirche in Glodghilești
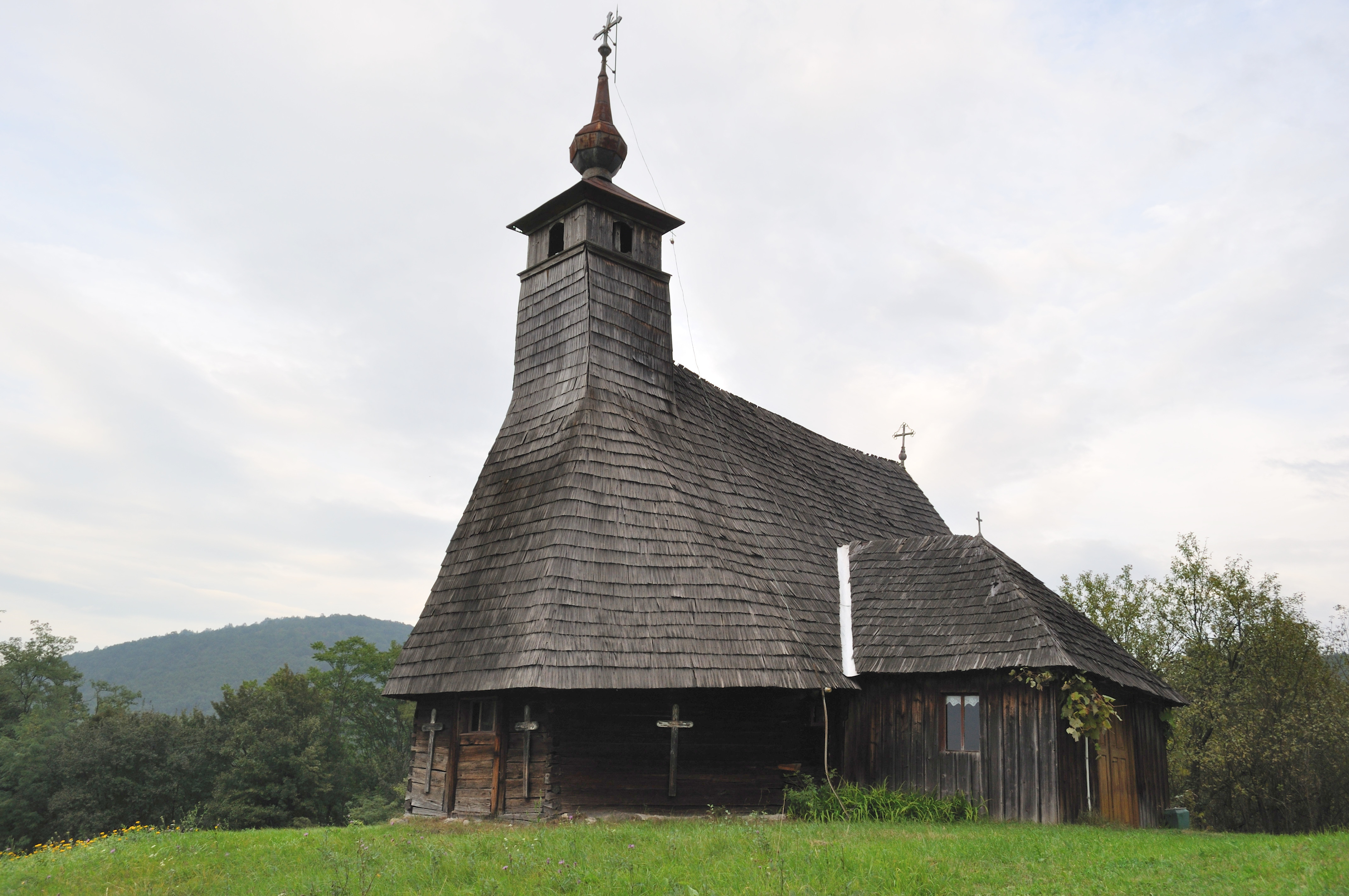
Kirche in Tătărăști
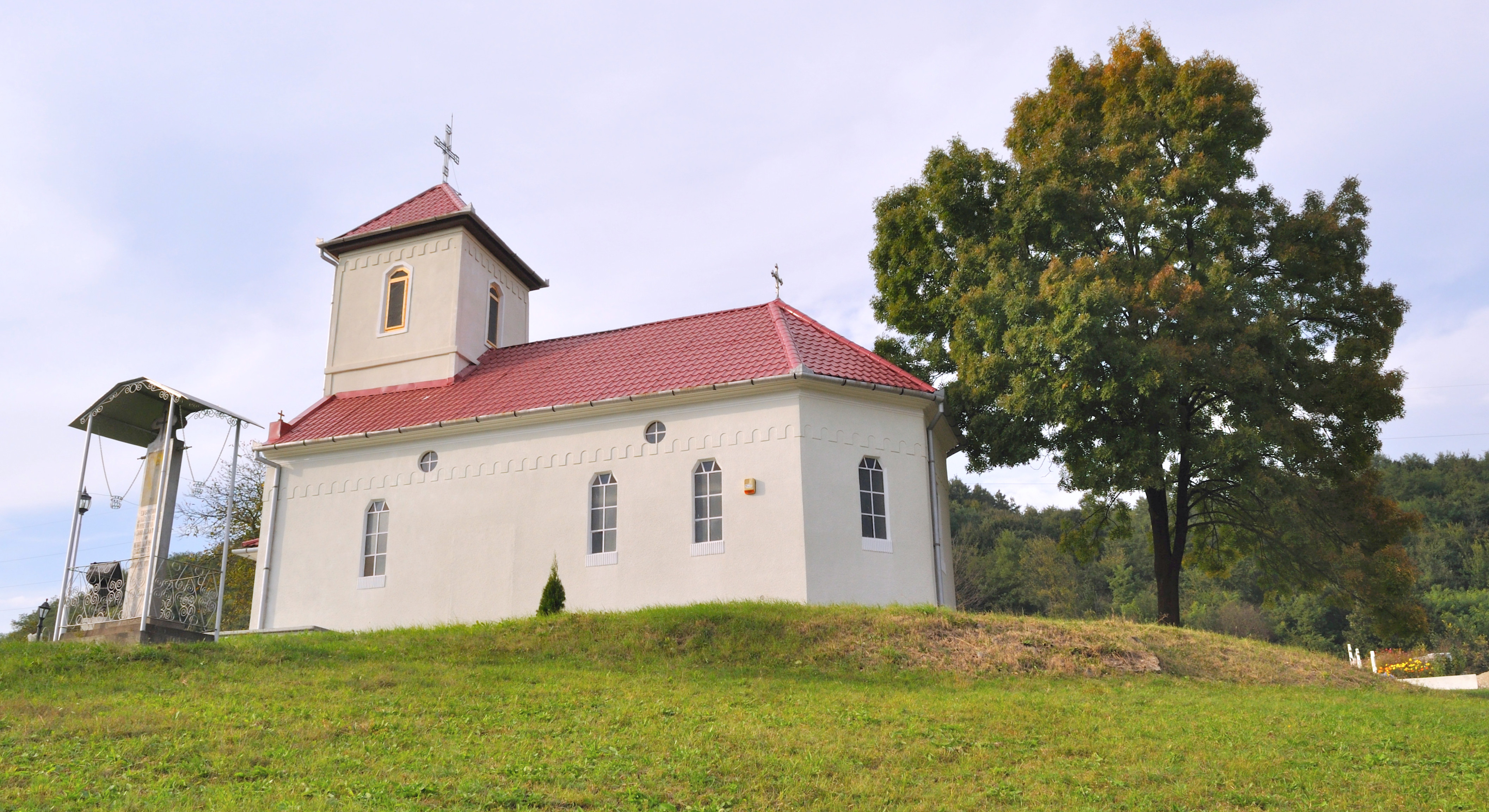
Kirche in Tătărăști
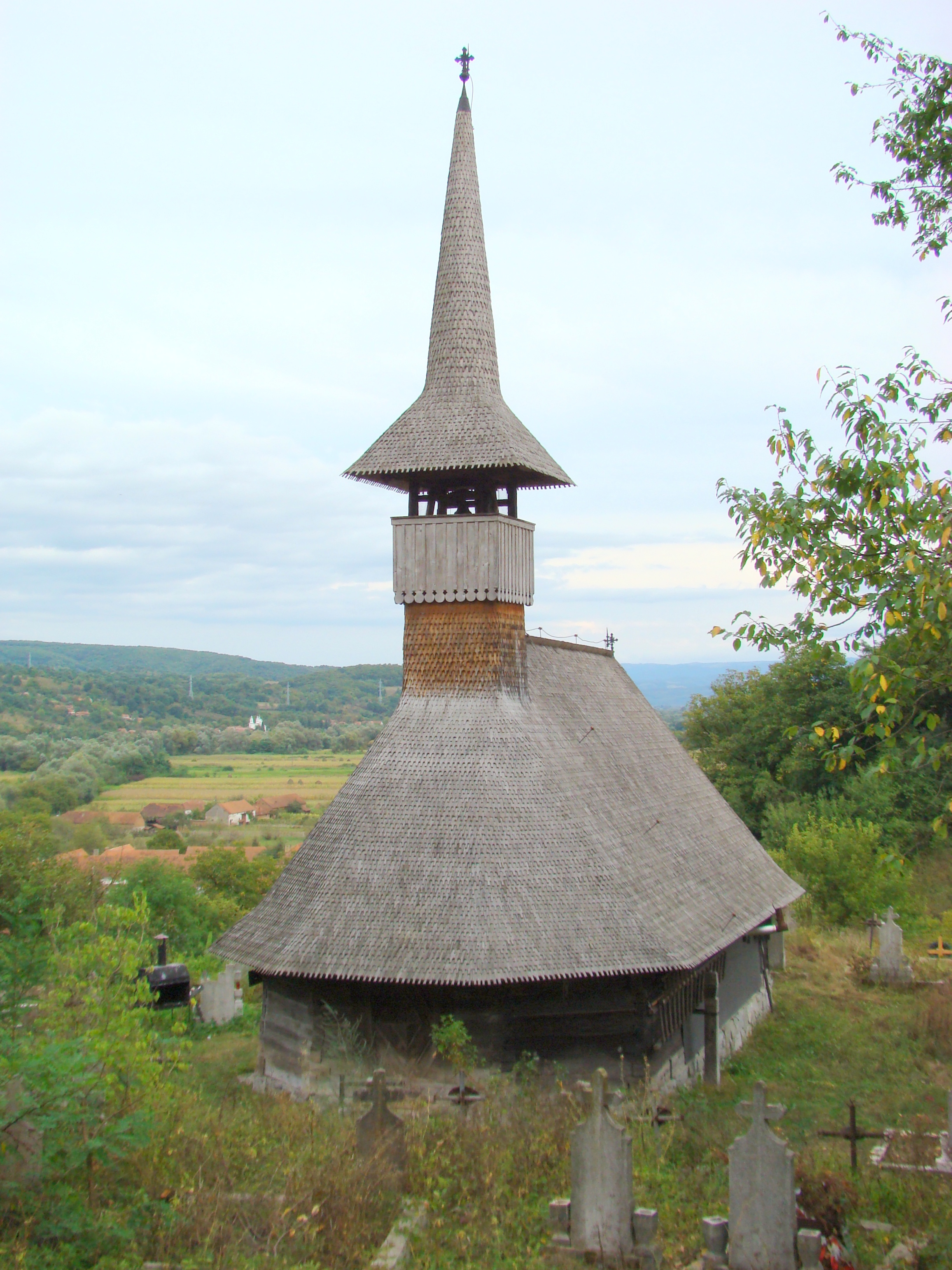
Kirche in Tisa